# Рам, Магдалена
Магдалена Рам (швед. Magdalena Elisabeth Rahm, 18 июня 1687 — 21 ноября 1752) — шведская дворянка нидерландского происхождения, хозяйка культурного салона.

## Биография
Магдалена Рам родилась в 1687 г. в Нидерландах. Она была дочерью нидерландского полковника Франсуа де Рам ван Хагендорн и Элизабет Рюйш ван Вайестейн ван Пийсверт. Она приехала в Швецию в 1706 г., когда вышла замуж за шведского полковника Хенрика Магнуса фон Будденброка. В этом браке она родила четверых детей.
Магдалена жила в Швеции во время т. н. Эры свободы, содержала великосветский салон, поддерживала партию «шляп» и активно участвовала в политических дискуссиях. Она упоминается в числе лидеров общественного мнения. Магдалена, как и её муж, с энтузиазмом поддерживала антироссийские устремления партии «шляп», желавших реванша после поражения в Северной войне, и, как считается, внесла весомый вклад в развязывание новой войны Швеции с Россией.
В последовавшей войне 1741—1743 гг. шведы потерпели полное поражение и были вынуждены оставить всю территорию Финляндии. Фон Будденброк, являвшийся одним из командующих шведскими войсками, был назван в числе виновных в поражении, был арестован, осуждён и в 1743 г. казнён.
После казни мужа Магдалена вместе с четырьмя детьми бежала из Швеции в Утрехт. Имущество фон Будденброков было конфисковано, хотя впоследствии его часть после уплаты долгов была возвращена Магдалене. В Нидерландах Магдалена унаследовала от брата большое состояние, но потом вынуждена была продать большую его часть для уплаты долгов.
Магдалена умерла в 1752 г. в Берген-оп-Зоме.